# Plasenzuela
Plasenzuela ist ein südwestspanisches Dorf und eine Gemeinde (municipio) mit 518 Einwohnern (Stand: 2024) in der Provinz Cáceres (Extremadura). 

## Lage und Klima
Plasenzuela liegt im Süden der Provinz Cáceres in einer Höhe von knapp 540 m. Die Entfernung zur Hauptstadt Cáceres beträgt 32 km (Fahrtstrecke) in westnordwestlicher Richtung. 
Das Klima ist meist warm und trocken; der eher spärliche Regen (ca. 560 mm/Jahr) fällt hauptsächlich im Winterhalbjahr.

## Bevölkerungsentwicklung
| Jahr      | 1970 | 1981 | 1991 | 2001 | 2011 | 2021 |
| Einwohner | 882  | 510  | 514  | 517  | 494  | 481  |

## Sehenswürdigkeiten

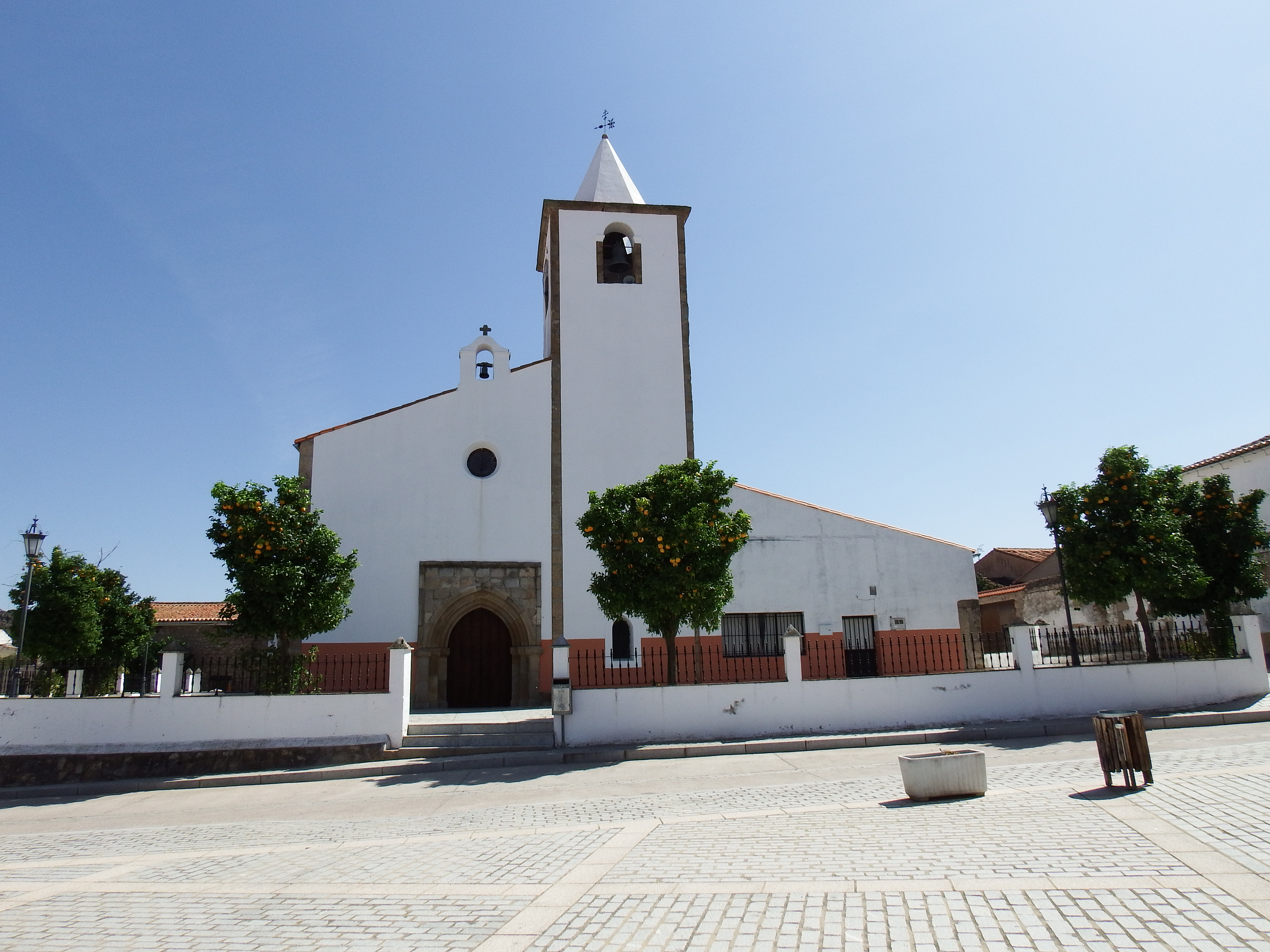
Kirche Mariä Himmelfahrt
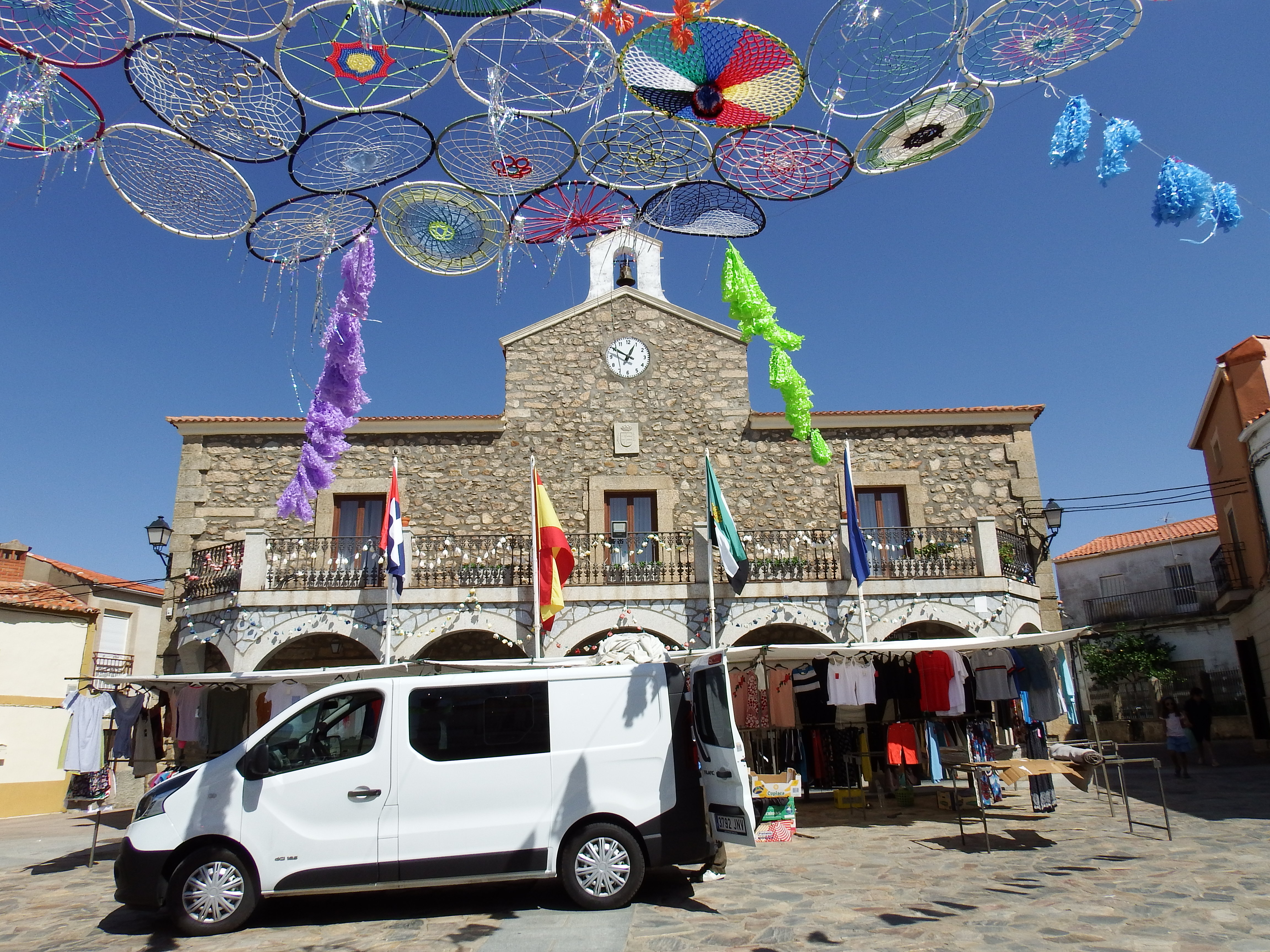
Rathaus

- Kirche Mariä Himmelfahrt
- Rathaus